# Leopold Janno Braude
Leopold Janno Braude (* 10. Juni 1873 in Riga im Russischen Kaiserreich; † 30. Juni 1945 in der Bronx, Vereinigte Staaten) war ein russisch-amerikanischer Erfinder und Geschäftsmann. Er ist der Erfinder des sog. Brodie-Helms, der von britischen Truppen im Ersten und Zweiten Weltkrieg verwendet wurde. Braude anglisierte seinen Namen zu Beginn des Weltkrieges in John Leopold Brodie.

## Leben und Werk
Braude stammte aus einer deutschsprachigen jüdischen Familie in Riga. Seine Heimatstadt Riga gehörte damals zum Russischen Zarenreich. Infolge der damals vorherrschenden Repressalien gegen die Juden im Zarenreich und der großen Armut wanderte die Familie 1880 nach Südafrika aus. Der Familie gelang es hier, in der Diamantenindustrie zu Wohlstand zu kommen. Braude war tätig im Diamantengeschäft von Kimberley. Zudem gelang es ihm, einen persönlichen Kontakt zu Ernst Oppenheimer zu schaffen. Über Oppenheimer lernte er auch Cecil Rhodes kennen. Es ist nicht ganz klar, wann genau Braude nach Großbritannien zog. Hier war er als Geschäftsmann und Erfinder tätig. Er behauptete u. a., er hätte die erste Ampel in Großbritannien erfunden, was sich später als Irrtum herausstellte, da die erste Ampel in London bereits 1868 aufgestellt wurde. Im Jahr 1912 heiratete er Eleanore Thompson Brodie. Als im Ersten Weltkrieg die Anzahl schwerer Kopfverletzungen stark anstieg, führte die französische Armee den sog. Adrian-Helm ein. Das britische Heer erkannte die Vorzüge eines militärischen Helms und veranstaltete einen Wettbewerb, bei dem 40 verschiedene Helmkonstruktionen teilnahmen. Braude gelang es, diesen Wettbewerb zu gewinnen. Während des Wettbewerbs soll er angeboten haben, dass man auf seinen Kopf mit dem Helm schießen oder einschlagen könnte, so groß war sein Vertrauen in seine Erfindung. Weitere Erfindungen von ihm waren u. a. eine Nachrichtenrakete, mit der man Botschaften pfeilschnell an andere Orte schießen konnte. Jedoch konnte keine andere Erfindung von ihm derartige Furore machen. Nach dem Krieg zog er 1919 seiner Frau zuliebe in ihre Heimatstadt Buffalo. 1924 erlangte er die US-amerikanische Staatsbürgerschaft. Im Jahr 1945 verstarb er.